# Phanus
Phanus este un gen de fluturi din familia Hesperiidae. 

## Specii
- Phanus albiapicalis Austin, 1993  Mexic
- Phanus australis  Miller, 1965 Brazilia
- Phanus confusis Austin, 1993  Mexic
- Phanus ecitonorum  Austin, 1993 Brazilia
- Phanus grandis  Austin, 1993 Venezuela
- Phanus marshalli  (Kirby, 1880) Mexic, Trinidad
- Phanus obscurior   Kaye, 1925
- P.obscurior obscurior Trinidad
- P.obscurior prestoni   Miller, 1965  Brazilia
- Phanus rilma Evans, 1952 Mexic
- Phanus vitreus (Stoll, [1781]) Mexic, Costa Rica până în Surinam, Guiana Franceză